# Nyugati zöld-rablószitakötő
A nyugati zöld-rablószitakötő (Chalcolestes viridis) a rabló szitakötők családjába tartozó, Dél- és Közép-Európában elterjedt szitakötőfaj.

## Megjelenése
A nyugati zöld-rablószitakötő hímjének testhossza 42–47 mm, a nőstény valamivel kisebb, 39–44 mm. Tora és potroha fémes zöld, az egyes rokonoknál meglévő hamvaskék foltok hiányoznak. Az idősebb példányok bronzoszöldre színeződnek. A tor oldala világoszöld, a sötétzöld felső résszel közös határon sarkantyúszerű mintázat figyelhető meg. Szárnyjegye feketével keretezett halványbarna. Pihenő állapotban szárnyait félig összezárva, 45°-os szögben tartja. A szárnyakhoz képest potroha hosszú. A hím potrohfüggelékei fehéresek, végük fekete.
A zöld rablótól szabad szemmel gyakorlatilag megkülönböztethetetlen a keleti zöld-rablószitakötő (Chalcolestes parvidens), amelyet sokáig alfajának tekintettek. Fő különbség a tor oldalán lévő sarkantyúmintázaton, valamint a hímek potrohfüggelékének színezettségében figyelhető meg, amely a keleti zöld-rablószitakötő esetében fehérebb. 

## Elterjedése
Dél- és Közép-Európában, valamint Észak-Afrikában honos. Skandináviában és a Brit-szigeteken inkább csak délről vándorol be nyaranta. Kelet felé ritkul, Oroszországban már nem található meg. Az utóbbi években némileg terjeszkedett észak felé. Magyarországon a domb- és hegyvidékeken, kisebb mértékben az Alföld erdős területein él.  

## Életmódja
Hazai rokonaitól eltérően lárvája beárnyékolt, fákkal szegélyezett erdei tavacskákban, vizesgödrökben, álló vizű csatornákban él. Lárvája viszonylag sokáig fejlődik, nyár közepén alakul át imágóvá. Július-október között repül. Az imágók többnyire a fák lombkoronaszintjében vadásznak, nagyobb távolságokra nem kóborol el. Párzás után a nőstény a vízparti füzek vagy égerfák puha kérgű hajtásaiba helyezi le 200 petéjét. A peték áttelelnek, majd tavasszal kikelnek és a lárvák belehullanak a vízbe. Ha a földre esnek, képesek megkeresni a közeli vízfelületeket.
Magyarországon nem védett.

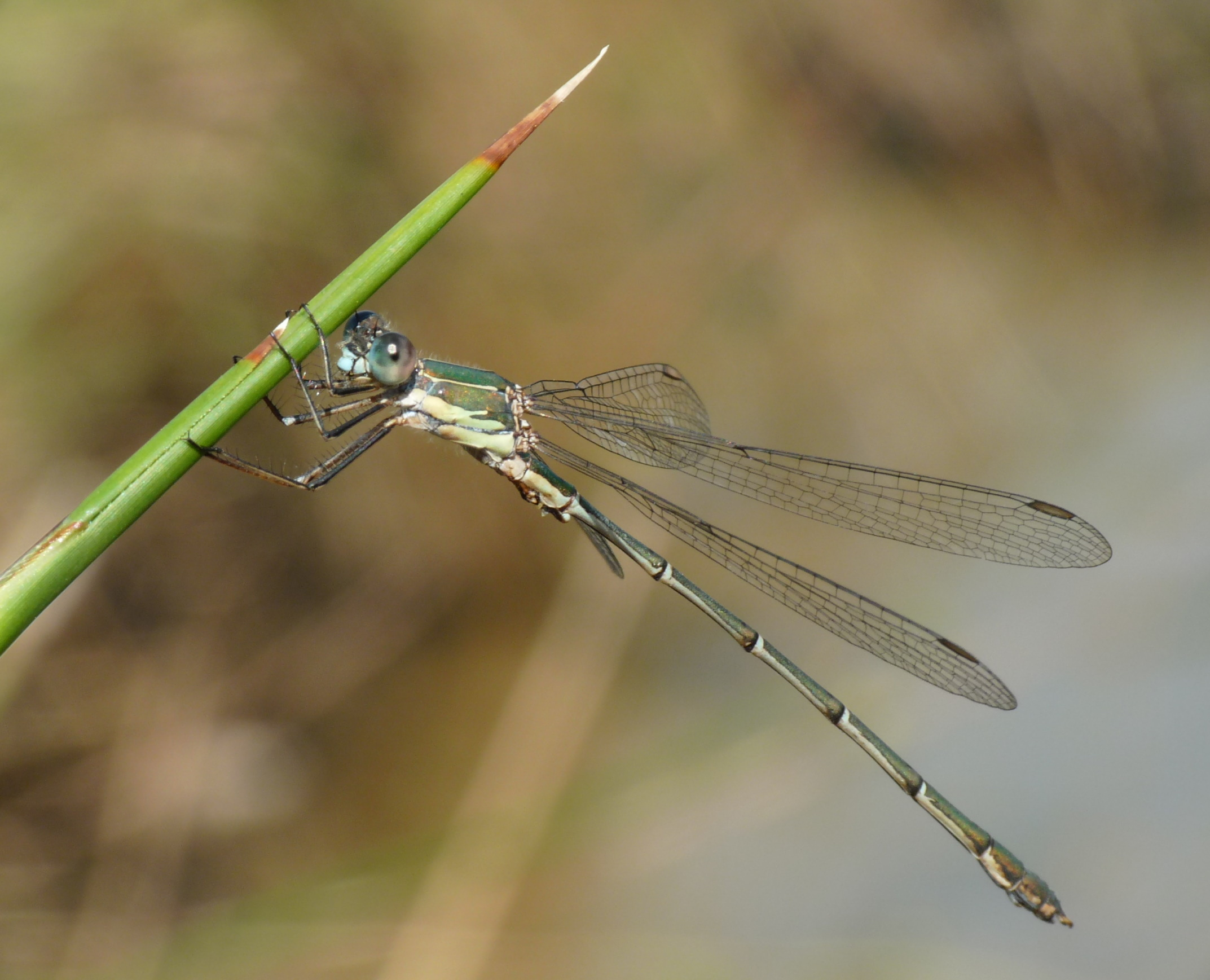
Hím
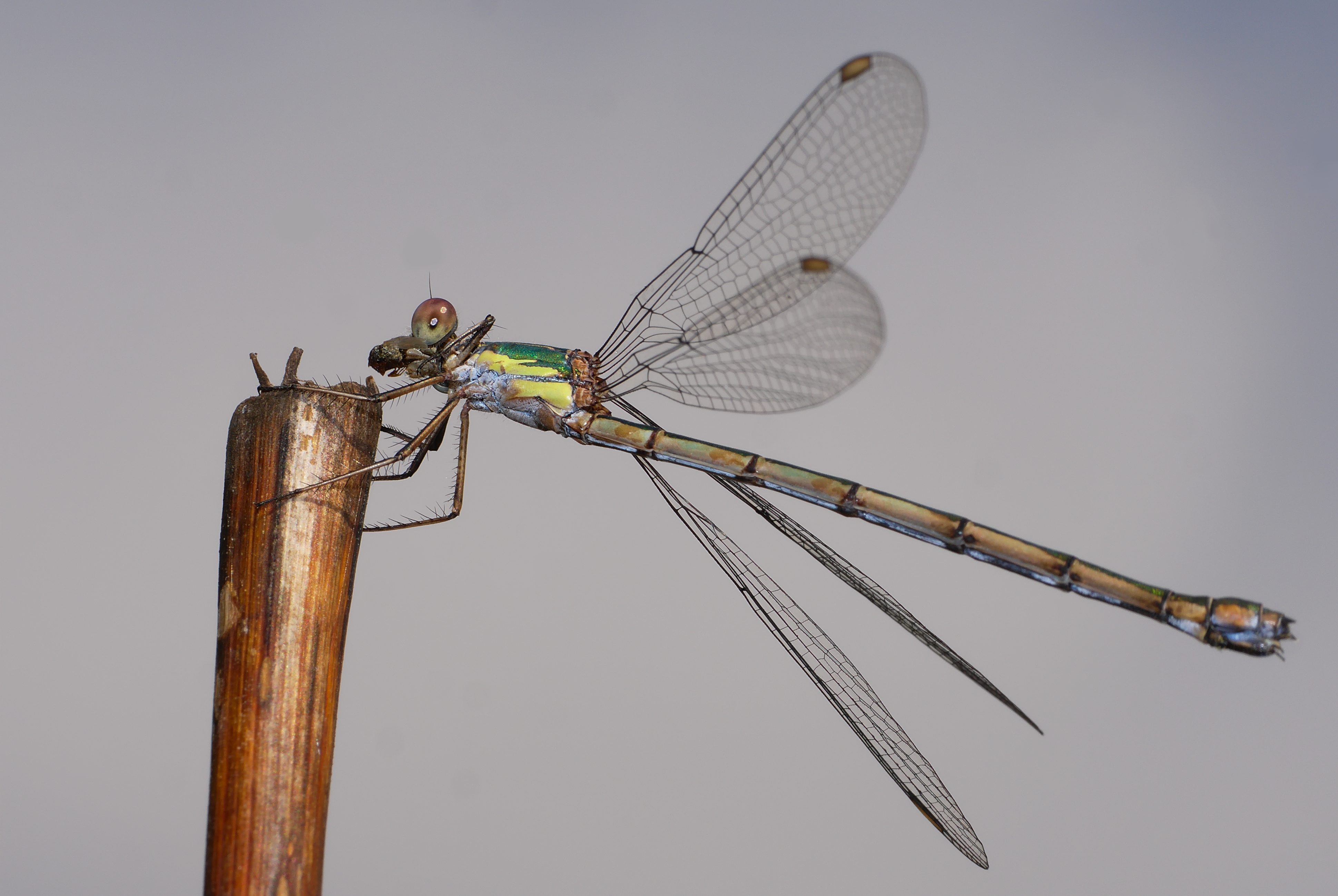
Nőstény
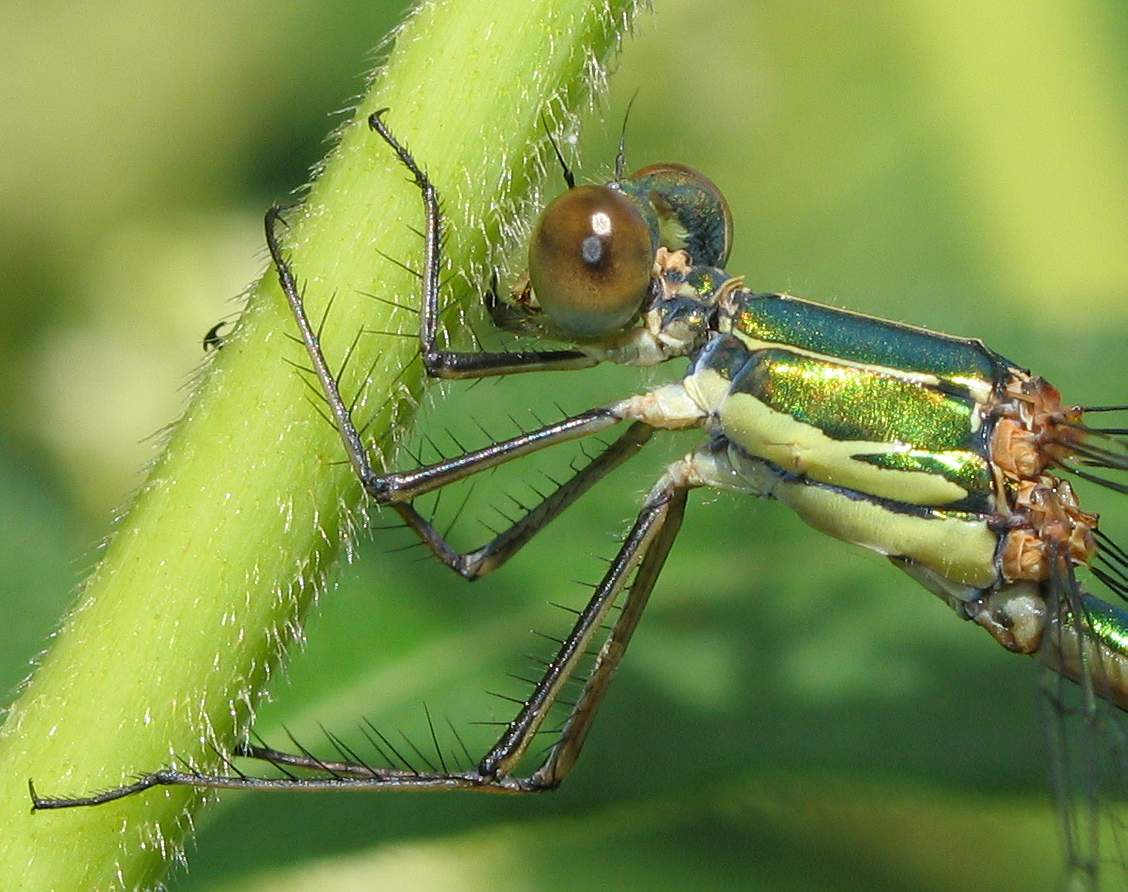
Hím közelről. A tor oldalán látható a sarkantyúmintázat
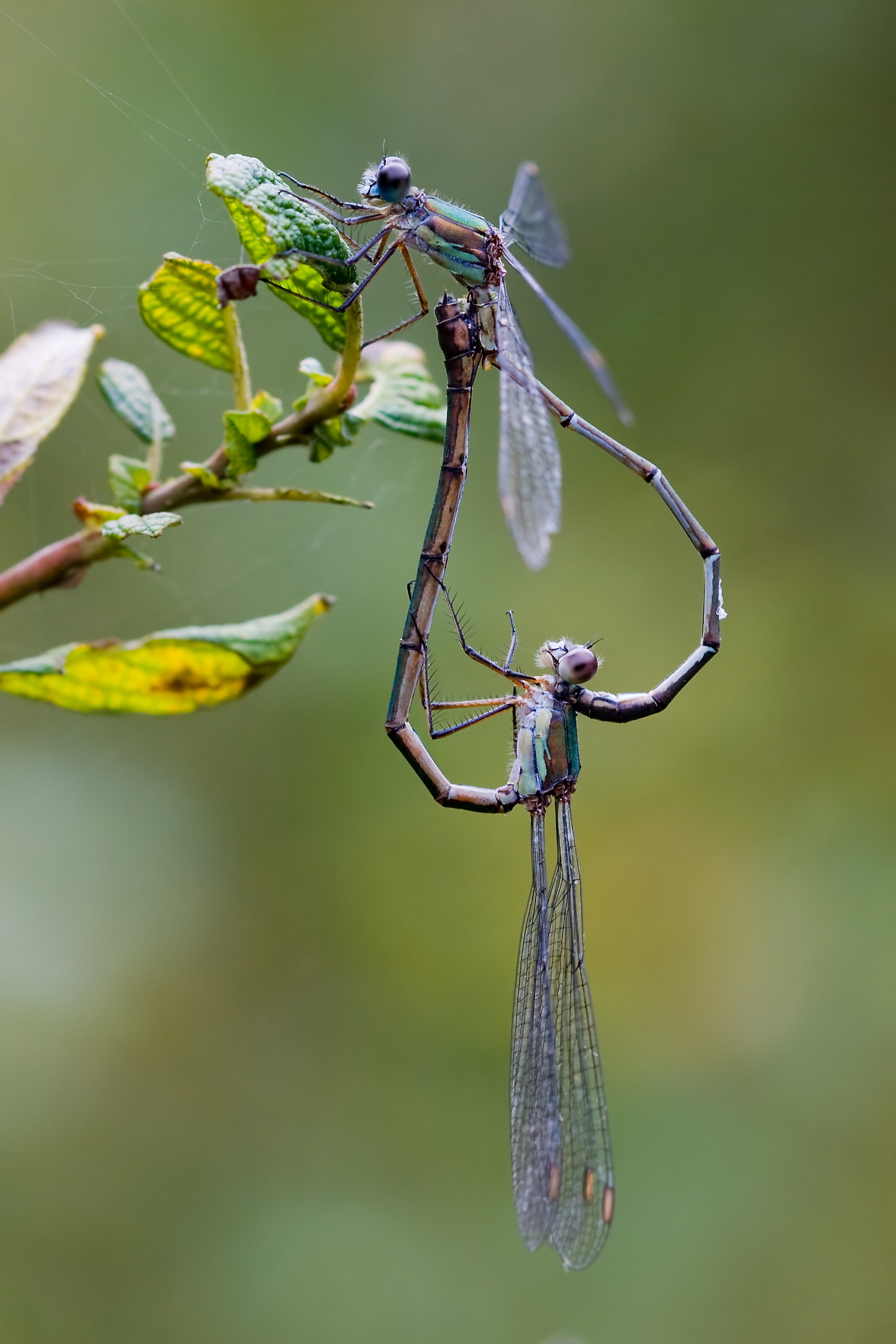
Párosodó nyugati zöld -rablószitakötők